# Kagkadi
Kagkadi  este un oraș în Grecia în Prefectura Ahaia.